# 韓匡嗣
韓 匡嗣（かん きょうし、神冊3年（918年）- 乾亨4年12月8日（982年12月25日））は、遼（契丹）の政治家・軍人。字は天儞。契丹名は薬只。本貫は薊州玉田県。

## 経歴
韓知古の三男として生まれた。医術を得意として、長楽宮に宿直し、皇后の子のように可愛がられた。応暦10年（960年）、太祖廟詳穏となった。後に宋王耶律喜隠が乱を起こすと、匡嗣は喜隠についたが、穆宗に責任を問われなかった。
景宗が即位すると、上京留守に任じられた。ほどなく燕王に封じられ、南京留守に転じた。保寧末年、南京留守のまま枢密使を兼任した。
耶律虎古が北宋への使者をつとめて帰国すると、宋軍が北漢を奪取することが予見されるので、先だって備えをしておくように主張した。しかし匡嗣はあなどって、これに反対した。乾亨元年（979年）、宋軍は北漢を滅ぼし、勝利に乗じて燕雲十六州に迫った。匡嗣は南府宰相の耶律沙や惕隠の耶律休哥とともに宋の鎮州に侵入し、満城に陣を布いた。宋軍が降伏を願い出てきたので、匡嗣はこれを受け入れようとした。耶律休哥は「敵軍の気力は充実しており、我が軍を誘っているものと疑われます。兵士に守りを固めさせるべきです」と主張したが、匡嗣は聞き入れなかった。とつじょ宋軍は契丹の陣営に肉薄し、匡嗣は抗戦することもできず、軍旗を棄てて遁走し、易州の山に逃れた。この敗戦でひとり耶律休哥のみが遺棄された兵器を回収し、自軍を整然と撤退させた。景宗は激怒して匡嗣の罪を数え、処刑しようとした。しかし睿智蕭皇后のとりなしで杖罰を受けるのみですんだ。
後に晋昌軍節度使を遙任した。乾亨3年（981年）、西南面招討使に転じた。乾亨4年12月8日（982年12月25日）、死去した。享年は65。尚書令の位を追贈された。

## 韓匡嗣墓
1995年、内モンゴル自治区赤峰市バイリン左旗で韓匡嗣とその夫人の墓が発見された。

## 妻子

### 妻
- 甌昆拏思

### 子
- 韓徳源（始平軍節度使・太師）
- 韓徳慶（左監門衛上将軍・司徒、早逝）
- 韓徳彰（氊毬使・左散騎常侍、早逝）
- 韓徳譲（耶律隆運）
- 韓徳威（彰武軍節度使・太師・同中書門下平章事）
- 韓徳沖（韓徳崇、戸部使・武定軍節度使・太師）
- 韓徳顒（耶律隆祐、右神武大将軍・太尉）
- 韓徳晟
- 韓徳昌（盧龍軍節度使）

## 伝記資料
- 『遼史』巻74 列伝第4
- 故尚父秦王贈尚書令昌黎韓公墓誌銘（韓匡嗣墓誌）
- 韓匡嗣妻秦国太夫人蕭氏墓誌